# Gabriele Wulff
Gabriele Wulff (* 1957 in Hamburg) ist eine deutsche Pianistin und Klavierpädagogin.

## Leben
Gabriele Wulff erhielt ihre pianistische und pädagogische Ausbildung in Hamburg und Lübeck bei Eliza Hansen, Peter Hartmann sowie bei Alexander Rößler. Meisterkurse und Studien absolvierte sie bei Vitali Margulis, Ludmilla Ginzburg und Helena Costa sowie Sigrid Steinbrecher. Zudem erhielt sie sechs Jahre Privatstudien bei Conrad Hansen.
1979 machte sie an der HfTM Hamburg das Staatsexamen für Klavierpädagogik, studierte parallel am Hamburger Konservatorium Musikalische Früherziehung mit Abschluss 1977 und erreichte das Konzertdiplom 1986 an der Musikhochschule Lübeck. Sie ist Mitglied im Deutschen Tonkünstlerverband und dort Vorstandsmitglied.
Sie leitet eine Klavierklasse am Hamburger Konservatorium, gibt Seminare und Meisterklassen für Klavier, Kammermusik und präpariertes Klavier (John Cage) mit Schwerpunkt zeitgenössische Musik. Ebenso gründete und leitet sie das Institut für Pianistik, eine Klavierkkademie in Hamburg.
Konzertreisen führten sie durch Europa, USA, Zentralamerika, Asien und Ukraine, u. a. mit Solisten der Metropolitan Opera (Christina Ascher, New York) und des London Symphony Orchestra (Paul Silverthorne, London Symphony Orchestra und Prof. der Royal Academy) mit Werken von Mozart, Beethoven, Schumann, Brahms, Chopin und John Cage, darunter: Funchal (Madraira), Municipal Theatre Baltazar Dias, Festival „Klänge des inneren Auges“ in der Glocke, Bremen, Festival „Two Days and Nights“ Odessa (Ukraine) und Busan Biennale (Südkorea).
Komponisten-Portraits:
- Tanja Leon: Kampnagel Hamburg.
- Charlotte Seither: Universität Oldenburg.
- John Cage: HfMT Hamburg, Bremen, Berlin, Odessa, Pusan.

Meisterkurse gab sie an Universitäten in Pusan, Peking und Jinan sowie am staatlichen Konservatorium von Odessa.
Zu ihren Jurytätigkeiten gehört Jugend musiziert auf Regional-, Landes- und Bundesebene. Studierende ihrer Klavierklasse wurden 1. Preisträger nationaler und internationaler Wettbewerbe sowie des Steinway-Klavierwettbewerbs.

## Künstlerische Aktivitäten
- 1994: Solo-CD mit Werken von Mozart, Chopin, Satie und Cage
- 1997: International Festival “Two Days & Two Nights of New Music”, Odessa (Ukraine), Solo-Konzerte in der Philharmonie von Odessa und Masterclasses am städtischen Konservatorium.
- 1998: Bundesakademie Trossingen, Seminarleitung: Klavierspieler als Musizierpartner
- 2000: Gründung des Kunstsalons „Arte e Musica“
- 2000: International Contemporary Art Festival in Pusan (Südkorea) und Masterclasses an der Kyungsung University.
- 2002: John Cage-Festival „Klänge des inneren Auges“ in der Glocke in Bremen mit Christina Ascher (New York) www.christina-ascher.com
- 2003: Internationales Feldkirch Festival, Österreich www.feldkirchfestival.at
- 2004: Duo-CD „Night Music“ mit Christina Ascher (erschienen bei O-Tom)
- 2005: DUO DA CAPO mit Saxophonist Edgar Herzog (NDR und Grammy Nomination 2005/07)
- 2006: Duo-CD „Musica Mediterrana“ mit Iris Marlin, erschienen bei: www.Iris Marlin.com
- 2008: CD-Veröffentlichung „Der fixierte Mann“. Lyrik, Klassik & Jazz, www.vaterfalle.de
- 2010: Masterclasses in China (Peking und Universität Jinan)